# Alejandro Rodríguez de Valcárcel
Pour les articles homonymes, voir Alejandro Rodríguez.
Alejandro Rodríguez de Valcárcel, né le 25 décembre 1917 à Burgos et mort le 22 octobre 1976  à Madrid, est un avocat et homme d'État espagnol appartenant à la Phalange. 
Président des Cortes puis du Conseil de régence du 20 au 22 novembre 1975 après la mort du caudillo Francisco Franco, il est à ce titre le dernier chef de l'État franquiste, avant l'arrivée au pouvoir de Juan Carlos et la transition démocratique.

## Biographie

### Études et engagement politique
Étudiant en droit à l'université de Salamanque, il en sort licencié en 1939.
Il s'engage d'abord au Parti nationaliste espagnol, avant de rejoindre le Sindicato Español Universitario créé par son frère Carlos María en 1934, et la Phalange en 1936. Il prend part à la guerre civile, puis est admis au barreau comme avocat d'état en 1941.

### Au pouvoir
Après la fin de la guerre, en 1942, il est nommé président de la députation provinciale de Santander, puis, le 28 novembre 1946, gouverneur civil de province de Burgos. Il dote les villages de la province de services, de voies de communication, de nouvelles écoles et de centres sociaux et culturels. Il devient ensuite gouverneur civil des îles Baléares en février 1952. Il reçoit de nombreuses décorations, ou hommages, comme celui d'alcade honoraire de Cerezo de Río Tirón.
De 1944 à 1946, il est élu aux Cortes ; de 1954 à 1955, il est secrétaire général de l'Instituto Nacional de la Vivienda de España (es), de 1955 à 1957, vice-président de l'Instituto Nacional de Previsión (es), et en 1957, directeur des affaires sociales à l'Instituto Nacional de Industria. Il siège de nouveau aux Cortes de 1964 à 1977. En même temps, il est vice-ministre-secrétaire général du Movimiento Nacional de 1965 à 1969, sous l'égide de José Solís.
Le 27 novembre 1969, il est nommé président des Cortes, pour un mandat de six ans.
En 1972, il est proclamateur de la Semaine Sainte à Valladolid (es).
Le 22 novembre 1975, aux Cortes, il fait prêter serment à Juan Carlos Ier, comme nouveau roi d'Espagne.

### Mort
Alors que la loi pour la réforme politique est en cours d'adoption, il meurt à l'hôpital de Madrid, où il avait été admis pour un simple contrôle de routine, de ses difficultés cardiaques. Le roi Juan Carlos lui a conféré le titre de comte de Rodríguez de Valcárcel à titre posthume.

### Opinions politiques
Il se déclare simplement phalangiste ; il déclara : « la phalange a été ma raison de vivre ; c'est en son sein qu'est né en moi l'engagement dans l'action publique et c'est à elle que je dois l'essentiel de ma réflexion ».

## Postérité
En 1952, Horacio de Eguía (es) réalise un buste en bronze de sa personne. 